# Người Canada gốc Litva
Người Canada gốc Litva (tiếng Anh: Lithuanian Canadians, tiếng Litva: Kanados lietuviai) là người Canada có nguồn gốc hoàn toàn hoặc một phần từ người Litva. Hơn hai phần ba người Canada gốc Litva cư trú tại Toronto, với các nhóm dân cư nhỏ hơn nhiều khác nằm rải rác xung quanh hầu hết Tỉnh bang và lãnh thổ của Canada.

## Lịch sử
Những người Litva đầu tiên được ghi nhận ở Canada là những người Litva đã chiến đấu trong Quân đội Anh ở Canada (1813-1815). Những người nhập cư Litva đến Canada chủ yếu đến vì lý do kinh tế, họ đến trong khoảng thời gian từ năm 1905-1940. Làn sóng thứ hai của người Litva đến sau Chiến tranh thế giới thứ hai, với hầu hết những người nhập cư tìm cách trốn thoát Chủ nghĩa cộng sản sau khi Liên Xô đơn phương sáp nhập Litva vào ranh giới của nó. Làn sóng nhập cư thứ ba bắt đầu sau khi Litva khôi phục nền độc lập (1990) và con số này đã tiếp tục tăng vọt.